# Appel à témoins
Appel à témoins est une émission de télévision française, diffusée sur M6, en direct, depuis le 7 juin 2021. Elle est produite par C. Productions et est présentée par Julien Courbet.
Chaque épisode se consacre à plusieurs affaires criminelles françaises non élucidées et permet aux familles des victimes d'apporter leur témoignage, lequel est complété par l'avis de spécialistes (procureurs, commissaires, etc.).
L'émission est construite en partenariat avec les ministères de l'Intérieur et de la Justice, et les téléspectateurs sont invités à apporter tout témoignage pouvant être utile à l'enquête. Pour cela, un Numéro Vert et une adresse mail sont spécialement mis en place.

## Production et organisation
L'émission est produite par Jean-Marie Goix et la société de production C. Productions.

### Présentation

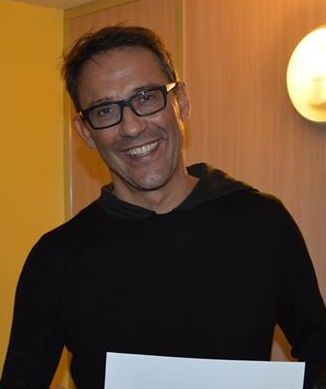
Julien Courbet est l'un des deux présentateurs du programme.

Elle est présentée par Julien Courbet secondée par Nathalie Renoux de l'émission 1 à 3 et par Florence de Soultrait, pendant l'émission 4. 
Depuis l'émission 5, Laurie Desorgher présente plusieurs rubriques dans l'émission mais n'est plus co-animatrice. 

### Intervenants
Parmi les spécialistes intervenants, se trouvent :
- Camille Chaize, porte-parole du ministère de l'Intérieur ;
- Éric Maurel, procureur de la République ;
- Dominique Puechmaille, procureure de la République ;
- Lola Menahem, commissaire de police à la police judiciaire ;
- Éric Bérot, chef de l'Office Central de la Répression de la Violence faite aux Personnes (OCRVP) ;
- Fabrice Bouillié, chef du service central de renseignement criminel, Gendarmerie nationale.
- Jacques Dallest, ex-magistrat et procureur général, quo-fondateur du Pôle "cold cases" de Nanterre

## Principe
Chaque émission revient sur trois affaires criminelles françaises non élucidées. Pour ce faire, les familles des victimes apportent leur témoignage, lequel est complété par l'avis d'intervenants spécialistes (procureurs, commissaires, magistrats, etc.). L'émission se déroule à la fois en plateau et à la fois sur le terrain par le biais d'envoyés spéciaux, le tout, sans reconstitution.
L'émission est pensée en partenariat avec les ministères de l'Intérieur et de la Justice. Tout au long de l'émission, les téléspectateurs sont invités à apporter tout témoignage pouvant être utile à l'enquête. Pour ce faire, un Numéro Vert (0 800 10 11 21) et une adresse mail (appelatemoinsM6@interieur.gouv.fr) sont spécialement mis en place. Au standard, huit policiers répondent aux différents appels et transfèrent les plus opportuns aux enquêteurs.
Le producteur, Jean-Marie Goix, explique au Parisien que : « Cela ne ressemble en rien aux autres émissions car on travaille en collaboration avec le ministère de l’Intérieur, la Chancellerie, et il n’y aura pas de reconstitution comme c’est le cas à l’étranger. Des proches des victimes seront sur le plateau, et il n’est pas question de leur faire revivre le drame. ». Camille Chaize, porte-parole du ministère de l'Intérieur ajoute : « C’est nouveau pour nous, mais l’approche de M6 nous a intéressés car il n’y a pas de volonté de voyeurisme et tout se fait dans la dignité, avec l’accord des familles, des procureurs ».
L'émission est aussi pensée en synergie avec RTL (radio du groupe M6), puisque les affaires évoquées sur M6 le seront aussi, en amont, dans L'Heure du crime de Jean-Alphonse Richard, ou encore, dans la matinale d'Yves Calvi.

## Épisodes

### 1erépisode, le7 juin 2021
Le premier épisode se consacre aux affaires suivantes :
- Affaire Lucas Tronche : Le 18 mars 2015, l'adolescent de 15 ans disparaît à Bagnols-sur-Cèze, sans raison.
- Affaire Gaëlle Fosset : Le 26 avril 2007, Gaëlle Fosset, 21 ans, est tuée de 66 coups de couteau à Saint-Germain-la-Campagne, sans que son meurtrier ne soit retrouvé.
- Affaire Suzanne Bourlier : Le 12 juillet 2015, Suzanne Bourlier, 72 ans, disparaît à Lamotte-Beuvron, sans raison.

Lors de la diffusion de l'émission, près de 700 appels sont reçus. L'émission permet de relancer les différentes affaires : l'affaire Lucas Tronche est partiellement résolue, le corps du jeune homme ayant été retrouvé le 24 juin 2021 (Camille Chaize précise cependant que : « ce n'est pas un témoignage direct [lié à l'émission] qui est à l'origine des fouilles relancées ») ; concernant l'affaire Gaëlle Fosset, des témoins sont auditionnés et des prélèvements ADN sont effectués ; enfin, pour l'affaire Suzanne Bourlier, des éléments concernant une bague, élément probablement clé, sont repérés sur internet,,.

### 2eépisode, le29 septembre 2021
Le deuxième épisode se consacre aux affaires suivantes :
- Affaire Mathis Jouanneau : Le jeune enfant de 8 ans est aperçu pour la dernière fois en 2011 dans la commune de Mondeville en compagnie de son père Sylvain Jouanneau.
- Affaire Vincent Dorado : En 2016, ce professeur de SVT est tué par une arme de chasse, dans son domicile d'Ajaccio.
- Affaire Maud Maréchal : En 2013, cette jeune femme de 20 ans est retrouvée morte après avoir été agressée alors qu'elle rentrait chez elle. Son corps est à demi-calciné.

### 3eépisode, le31 janvier 2022
Le troisième épisode se consacre aux affaires suivantes, :
- Affaire Caroline Marcel : En juin 2008, cette femme de 45 ans, domiciliée à Olivet, est retrouvée morte étranglée, dans le Loiret, alors qu'elle était partie faire un jogging.
- Affaire Léa Petitgas : En décembre 2017, Léa Petitgas, 20 ans, disparaît mystérieusement à Nantes alors qu'elle se rend à son travail.
- Affaire Jacky Hecquet : Le 1er février 2002, cet entrepreneur meurt écrasé à Viarmes alors qu'il tente d'empêcher deux individus de lui voler son véhicule.
- Affaire Delphine Jubillar : En décembre 2020, Delphine Jubillar, 33 ans, disparait mystérieusement à Cagnac-les-Mines dans le Tarn.

### 4eépisode, le12 juin 2023
Le quatrième épisode se consacre aux affaires suivantes :
- Tessa Raimbault, 17 ans, est percutée par un véhicule, probablement agricole ou forestier, alors qu'elle marche sur un petit chemin[16]. À la suite de l'émission, des témoignages concordants et précis permettront d'identifier le présumé auteur de l'homicide, qui sera amené à se présenter à la gendarmerie puis sera mis en examen[17].

- Mort sur l'autoroute : Le 7 mars 2020, Anthony Muroni, 31 ans, a été heurté par une voiture sur l'autoroute A4. L'enquête cherche à déterminer s'il s'agit d'un suicide ou d'un homicide maquillé en accident.
- Disparition au Port de Lers (Ariège) : Le 19 juillet 2013, Julie Michel, 26 ans disparaît sans laissser de traces.
- Franco Imani-Mulindahabi, un jeune homme originaire du Nord, disparaît le 3 octobre 2016, Il s'était rendu à Lyon et avait pris un billet pour une destination inconnue.

L'ARPD prend le relais de la gendarmerie et de la police dans la call room.

### 5eépisode, le26 septembre 2023
Le cinquième épisode se consacre aux affaires suivantes :
- Mort mystérieuse de Guillaume Moallic : En 2021, le corps de ce jeune homme de 19 ans est retrouvé dans la Garonne, six semaines après une sortie en boîte de nuit avec des amis à Bordeaux.
- Mort mystérieuse de Agnès Jumeau : Cette femme de 59 ans, s'est noyée dans une rivière en septembre 2017, dans ce qui ressemble à une agression.
- Délit de fuite : Le 13 juillet 2022, Kenza Korta, 4 ans, est fauchée mortellement par une Audi noire. Le chauffeur a pris la fuite et n'a pas été identifié.

C'est l'A.R.P.D. qui est chargée de réceptionner les témoignages dans la call room du studio.

### 6eépisode, le11 décembre 2023
Le sixième épisode se consacre aux affaires suivantes :
- Délit de fuite au Lac du Bourget (Savoie) : Le 9 septembre 2019, Julien Morlot, un nageur de 31 ans, trouve tragiquement la mort après avoir été heurté par un bateau dont le conducteur s'est enfui.
- Disparition étrange à Angres (Pas-de-Calais) : Le 17 avril 2016, Olivier Cocquempot, un père de famille, se volatilise. sa disparition soudaine, avec des courses encore dans la voiture ouverte, et un appel inquiétant à sa sœur la veille, soulèvent plusieurs hypothèses. La médium Patricia Darré, qui a collaboré avec la famille d'Olivier Cocquempot, est invitée à intervenir en direct durant l'émission.
- Mort mystérieuse à Pontpoint (Oise) : Le 23 novembre 2013, la mort de Louis Greth, retrouvé pendu chez sa grand-mère, est immédiatement classé comme suicide. Mais l'affaire présente des anomalies troublantes.

Cet épisode est réalisé sous la supervision de Jacques Dallest, ancien Procureur de la République de Grenoble et expert en cold cases. La diffusion de l'émission, permet de relancer les différentes affaires. Une polémique a lieu immédiatement après l'émission, à la suite de l'intervention d'une médium, invitée à s'exprimer, dans l'affaire de la disparition d'Olivier Cocquempot.

### 7eépisode, le4 mars 2024
Le septième épisode se consacre aux affaires suivantes :
- La mort mystérieuse d'Adrien Saurine (Pyrénées-Orientales) : En 2014, ce lycéen de 16 ans est retrouvé mort dans un ruisseau à Corneilla-la-Rivière, étendu face contre terre, au lendemain de sa disparition lors d’un retour de soirée.
- La mort mystérieuse de Julie Brocard (Aube) : En juin 2019, aux alentours de midi, le corps sans vie de Julie Brocard, 38 ans, est retrouvé dans une maison de location à La Chapelle-Saint-Luc.
- Disparition étrange de Micha (Isère) : Lors de l’été 2020, à Échirolles, dans la banlieue de Grenoble, Micha, 20 ans, disparaît sans laisser de traces.
- La mort d’Olivier Peyron (Bouches-du-Rhône) : En août 2022, le matin, Olivier Peyron, 67 ans, est fauché par un camion benne alors qu’il circule à vélo à la sortie du petit village de Meyreuil, sur la départementale D6.

### 8eépisode, le28 mai 2024
Le huitième épisode se consacre aux affaires suivantes :
- La mort mystérieuse de Patrick Leboucher (Calvados) : Le 12 septembre 2021, Patrick Leboucher, 66 ans et récemment retraité, part seul pour une course à pied. Il parcourt des sentiers familiers dans les zones boisées de Lisieux. En fin de journée, sans nouvelles de lui, sa famille s’inquiète et signale sa disparition.
- La mort mystérieuse de Gwénolé Piot (Côtes-d'Armor) : Le 21 novembre 2020, dans les bois du Tronchet près de Saint-Malo, Denis, un local, entame sa promenade quotidienne avec ses chiens. Il tombe sur une découverte sinistre : un jeune homme pendu à un arbre qui s'avère être Gwénolé Piot
- La mort mystérieuse de Shana Fourastié (Pyrénées-Orientales) : Le 28 octobre 2021, Shana Fourastié, âgée de 14 ans, passe une soirée avec ses amies. Dans la soirée elle se retrouve avec trois autres adolescentes, de 16 à 17 ans, dans une ancienne cave viticole à Banyuls-dels-Aspres. Aux alentours de 22 h, Shana est découverte sans vie après une chute d’environ 10 mètres, alors qu’elle téléphonait du premier étage, non sécurisé, de la cave.

### 9eépisode, le1eroctobre 2024
Le neuvième épisode se consacre aux affaires suivantes :
- Disparition étrange de Madjid Ahamadi (Doubs) : Le 18 novembre 2023, Madjid Ahamadi, basketteur de 24 ans, disparaît mystérieusement à Besançon, après une soirée dans une discothèque au bord du Doubs. Vers 3h30, visiblement ivre, il est vu pour la dernière fois sur les caméras de surveillance, accompagné d’un ami qui l’enferme dans une voiture pour qu’il se repose.
- Disparition de Vanessa Melet (Calvados) : Le 6 décembre 2016, Vanessa Melet, 37 ans, disparait à Langrune-sur-Mer, en Normandie. Vanessa est partie sans téléphone, sans papiers, sans argent. Vanessa est une personne à mobilité réduite.

### 10eépisode, le16 décembre 2024
Le dixième épisode se consacre aux affaires suivantes :
- La mort mystérieuse de Slymane Lerouge (Seine-Maritime) : Le 1er août 2023, Slymane Lerouge, jeune père de 25 ans, a trouvé la mort dans l’incendie de son domicile à Caudebec-lès-Elbeuf.
- L’agression mortelle de Denise Le Pohon (Essonne) : Le 8 septembre 2018, Denise Le Pohon, 78 ans, sœur de l’écrivaine Irène Frain, a été sauvagement agressée dans sa maison de Brétigny-sur-Orge. Victime de multiples coups de marteau, elle succombera à ses blessures.
- Délit de fuite à Saint-Symphorien-d'Ozon : Le 16 août 2019, Marjorie de Santis, styliste de 41 ans, a été mortellement percutée devant son domicile à Saint-Symphorien d’Ozon, près de Lyon, par un véhicule qui a pris la fuite.

## Audiences et diffusion
L'émission est diffusée en direct, de façon évènementielle, sur M6, depuis le 7 juin 2021. Un épisode dure environ 2 h 20 (publicités incluses), soit une diffusion de 21 h 10 à 23 h 30.
| Épisode | Jour et horaire de diffusion               | Nombre de téléspectateurs | Part de marché  | Part de marché | Classement des audiences | Réf.   |
| Épisode | Jour et horaire de diffusion               | Nombre de téléspectateurs | (4 ans et plus) | (FRDA-50)      | Classement des audiences | Réf.   |
| ------- | ------------------------------------------ | ------------------------- | --------------- | -------------- | ------------------------ | ------ |
| 1       | Lundi 7 juin 2021 (21:05 - 23:30)          | 2 570 000                 | 13,1 %          | 17,3 %         | 2e                       | [ 22 ] |
| 2       | Mercredi 29 septembre 2021 (21:05 - 23:30) | 1 980 000                 | 11,1 %          | 14,5 %         | 3e                       | [ 23 ] |
| 3       | Lundi 31 janvier 2022 (21:05 - 23:30)      | 1 850 000                 | 9,6 %           | 12 %           | 4e                       | [ 24 ] |
| 4       | Lundi 12 juin 2023 (21:10 - 23:30)         | 2 000 000                 | 12 %            | 15,8 %         | 3e                       | [ 25 ] |
| 5       | Mardi 26 septembre 2023 (21:10 - 23:30)    | 1 590 000                 | 9,9 %           | 12,7 %         | 3e                       | [ 26 ] |
| 6       | Lundi 11 décembre 2023 (21:10 - 23:30)     | 2 140 000                 | 12,6 %          | 15,1 %         | 3e                       | [ 27 ] |
| 7       | Lundi 4 mars 2024 (21:10 - 23:35)          | 2 070 000                 | 10,5 %          | 13,2 %         | 3e                       | [ 28 ] |
| 7       | Lundi 4 mars 2024 (21:10 - 23:35)          | 1 800 000                 | 12,8 %          | 17,4 %         | 4e                       | [ 28 ] |
| 8       | Mardi 28 mai 2024 (21:10 - 23:40)          | 1 640 000                 | 8,1 %           | 10,8 %         | 4e                       | [ 29 ] |
| 8       | Mardi 28 mai 2024 (21:10 - 23:40)          | 1 510 000                 | 10,7 %          | 13,8 %         | 4e                       | [ 29 ] |
| 9       | Mardi 1er octobre 2024 (21:10 - 23:35)     | 1 720 000                 | 8,3 %           | 12,1 %         | 3e                       | [ 30 ] |
| 9       | Mardi 1er octobre 2024 (21:10 - 23:35)     | 1 320 000                 | 9,4 %           | 11,9 %         | 3e                       | [ 30 ] |
| 10      | Lundi 16 décembre 2024 (21:10 - 23:30)     | 1 470 000                 | 8,7 %           | 14,6 %         | 3e                       | [ 31 ] |
| 11      | Mercredi 8 janvier 2025 (21:10 - 23:30)    | 1 650 000                 | 8,5 %           | 15 %           | 4e                       | [ 32 ] |
| 11      | Mercredi 8 janvier 2025 (21:10 - 23:30)    | 1 540 000                 | 11,8 %          | 16,9 %         | 4e                       | [ 32 ] |
| 12      | Mardi 4 mars 2025 (21:10 - 23:30)          | 1 561 000                 | 8,2 %           | 11,1 %         | 3e                       | [ 33 ] |
| 12      | Mardi 4 mars 2025 (21:10 - 23:30)          | 1 390 000                 | 10 %            | 12,1 %         | 4e                       | [ 33 ] |
| 13      | Mardi 8 avril 2025 (21:10 - 23:30)         | 1 580 000                 | 8,2 %           | 10,8 %         | 4e                       | [ 34 ] |
| 13      | Mardi 8 avril 2025 (21:10 - 23:30)         | 1 450 000                 | 10,5 %          | 12,4 %         | 4e                       | [ 34 ] |
| 14      | Lundi 23 juin 2025 (21:10 - 23:30)         | 1 500 000                 | 8,8 %           | 18,1 %         | 4e                       | [ 35 ] |
| 14      | Lundi 23 juin 2025 (21:10 - 23:30)         | 1 400 000                 | 11,3 %          | 19,6 %         | 4e                       | [ 35 ] |

Légende :
- plus hauts scores d'audiences
- plus bas scores d'audiences